# Selbstung
Als Selbstung versteht man die Inzucht von einhäusigen Pflanzen durch künstliche Selbstbestäubung zur Herstellung von Inzuchtlinien. Die wiederholte Selbstung auch bei nachfolgenden Generationen hat die Reinerbigkeit zum Ziel und ist die Voraussetzung für den Heterosis-Effekt bei der  Züchtung von Pflanzenhybriden wie zum Beispiel Blizzard-Mais.